# Luigi Longo
Luigi Longo (n. 15 martie 1900, Fubine, Piemont, Italia – d. 16 octombrie 1980, Roma, Italia) a fost un politician italian.
A fost secretar general al Partidului Comunist Italian între 1964 și 1972, și prima persoană din afara Uniunii Sovietice care a primit Ordinul Lenin.

## Tinerețea
Longo s-a născut la Fubine, în provincia Alessandria, Piemont. În studenția la Politecnico di Torino⁠(d), a devenit activ în aripa de tineret a Partidului Socialist Italian⁠(d) (PSI), și s-a angajat în propagandă politică din perspectivă marxistă. Mergea regulat la birourile ziarului L'Ordine Nuovo⁠(d), înființat de Antonio Gramsci, unde i-a cunoscut pe Gramsci și pe Palmiro Togliatti. În 1921, la Congresul de la Livorno⁠(d) al PSI, a fost unul dintre instigatorii rupturii din partid, când susținătorii liniei bolșevicilor lui Vladimir Lenin s-a desprins pentru a forma Partidul Comunist Italian (PCI). A devenit o figură importantă în noul PCI alături de Togliatti, Gramsci și alții.

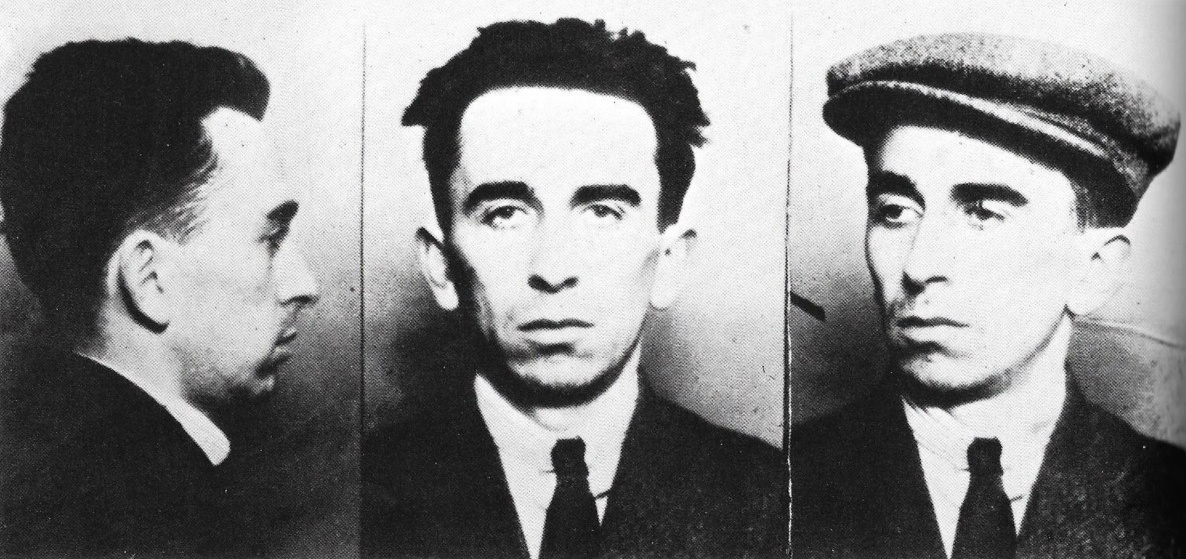
Fotografiile lui Longo cu ocazia arestării din 1930

Longo a fost un anti-fascist fervent și, când Benito Mussolini a instaurat regimul fascist în Italia în 1922, el a emigrat în Franța unde a devenit unul din principalii lideri ai PCI. În același an, a făcut parte dintr-o delegație la congresul Cominternului de la Moscova, unde s-a întâlnit cu Lenin. Avea să mai meargă de câteva ori la Moscova în anii ulteriori, ca expert în ideologia politică, și avea să se întâlnească cu Iosif Stalin și cu alți membri ai conducerii Uniunii Sovietice. În 1933 a devenit membru al comisiei politice a Cominternului. În 1934 a semnat un acord de acțiune comună între PCI și PSI.

## Războiul Civil Spaniol și Rezistența
Longo a participat la Războiul Civil Spaniol ca inspector al trupelor republicane⁠(d) din Brigăzile Internaționale⁠(d) sub conducerea lui Randolfo Pacciardi, și și-a luat pseudonimul Gallo. După înfrângerea celei de a Doua Republici Spaniole în fața generalului Franco, a revenit în Franța.

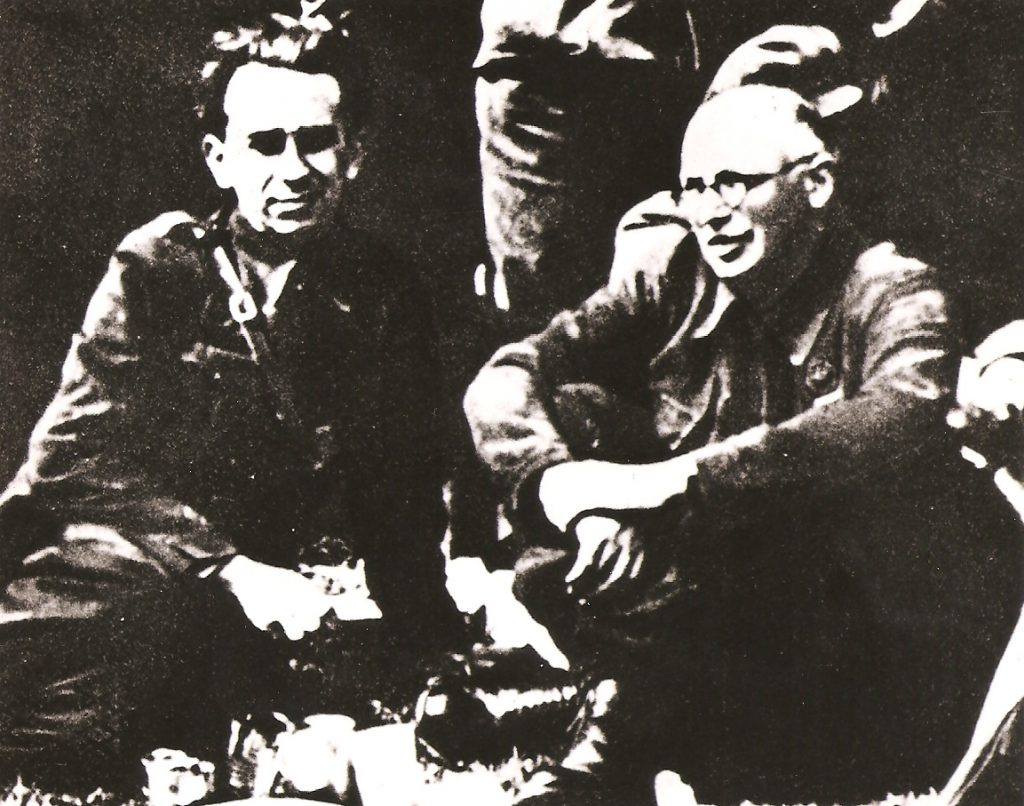
Longo și Pietro Nenni în timpul Războiului Civil Spaniol

După invadarea Franței în 1940, acolo a fost instaurat guvernul colaboraționist de la Vichy sub conducerea lui Philippe Pétain. Longo a fost arestat și închis într-un lagăr de internare la Vernet⁠(d) între 1939 și 1941. Acolo, l-a cunoscut pe Leo Valiani, printre alți radicali de stânga. În 1941 a fost predat autorităților fasciste italiene și internat la Ventotene. După căderea lui Mussolini la 25 iulie 1943, Longo a fost eliberat. După ce Mussolini a redobândit controlul asupra Nordului Italiei (pe care la condus sub titulatura de Republica Socială Italiană), Longo a preluat comanda Brigăzilor Garibaldi⁠(d), forțele comuniste ale partizanilor italieni. Longo a devenit comandant adjunct al Gruppo volontari per la liberta, și un colaborator apropiat al lui Ferruccio Parri; în aprilie 1945, Longo a fost una din figurile de marcă ale revoltei din nordul Italiei. La Dongo, pe Lacul Como, pe 28 aprilie 1945, escortați de partizanii din Brigada Garibaldi, Mussolini și amanta sa, Claretta Petacci, au fost executați; detaliile participării lui Longo la aceste ucideri au făcut subiectul unor dispute între istorici.

## După război
După război, a fost membru al Congresului Național și, în 1946, a fost ales în Adunarea Constituantă⁠(d). Tot în 1946, Teresa Mattei⁠(d) a ales mimoza ca simbol al Zilei Internaționale a Femeii la propunerea lui Longo. El a fost ales, și apoi reales în mod repetat, în Camera Deputaților din Italia pe listele PCI și a fost membru al conducerii partidului. În 1964, după moartea lui Palmiro Togliatti, a devenit secretar al PCI, declarându-se „secretar, nu șef”. Din acest rol, a continuat linia lui Togliatti, denumită „drumul italian către socialism”, reducând importanța alianței între Partidul Comunist Italian și Uniunea Sovietică. A reacționat fără ostilitate la noile mișcări de stânga apărute în 1968 și, dintre liderii PCI, s-a numărat printre cei mai dispuși să discute cu noii activiști, deși nu le-a acceptat întotdeauna excesele.

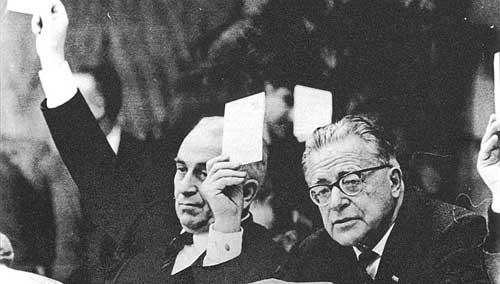
Longo și Togliatti la al VIII-lea Congres al PCI, 1956

Spre sfârșitul lui 1968, Longo a suferit un atac cerebral; deși și-a revenit parțial în lunile care au urmat, din februarie 1969 a fost ajutat la majoritatea deciziilor de vicesecretarul Enrico Berlinguer. În 1972 Longo a demisionat din postul de secretar al partidului, susținându-l pe Berlinguer ca succesor. Din acel an până la moartea sa, după opt ani, la Roma, a fost președinte de onoare al PCI. Din acea poziție, și-a exprimat opoziția față de linia „solidarității naționale” pe care PCI avea să o urmeze.
Longo a fost și un scriitor prolific. A fondat Vie Nuove⁠(d), o populară revistă a Partidului Comunist.